# 椰岛游戏
椰岛游戏是位于中国上海市的一家開發和發行各类游戏的独立游戏工作室。该工作室成立于2009年，隶属于上海可那信息科技有限公司，早期专注于iOS平台的游戏开发，工作室的多款作品获得过App Store推荐。

## 历史
2009年，曾经在科乐美工作过的鲍嵬伟（Wesley）在上海市普陀区创立了椰岛游戏并担任CEO，“椰岛”这个名字来源于鲍嵬伟夫人的博客名。6月，椰岛游戏在iOS平台并推出了第一款作品《iDragPaper》，意外获得了 1000 万下载量。2014年2月，工作室上线了《决战喵星》，获得App Store的推荐，上线一周内，这款游戏就获得了接近 200 万的下载，全年的下载量超过了 400 万，为公司带来了 1000 万左右的收入。9月，该游戏被移植到Xbox One平台，成为中国大陆版Xbox One的首发游戏之一，下载量居于所有首发游戏之首。2016年推出的《超脱力医院》，在iOS和安卓平台下载量接近1000万。2017年5月发布一款日式风格的动作游戏《汐》，该作品最初由大四学生廖轶创作，后来他加入椰岛游戏才继续完成开发。2020年3月19日于港澳台地区上线一款古风模拟经营类手游《江南百景图》。该游戏随后于7月2日在大陆上线，在短时间引来大量关注，并在上线的第三周登陆App Store免费榜榜首。
2021年8月，游戏《江南百景图》新增的岳飞立绘形象被指暗示「肉袒牵羊」（肉袒牵羊是古代一种受降仪式），被中央电视台和中国历史研究院发文批评歪曲历史。

## 原创游戏
- iDragPaper
- Finger Balance
- 决战喵星
- 超脱力医院
- 汐
- 江南百景图

## 发行游戏
- 中国式家长
- 节奏快打
- 月圆之塔
- 泡沫冬景[8]
- 灵魂之桥
- 黑暗料理王
- 完美的一天
- 捣蛋大作战
- 高殿战记
- 返校[9]，後因為還願符咒事件風波中止發行。